# Airport Tycoon
Airport Tycoon est un jeu vidéo de simulation économique développé par Krisalis Software, sorti en 2000 sur Windows.

## Accueil
- IGN : 3/10[1]